# Josh Duhamel
Josh Duhamel (Minot, Dakota del Nord, 14 de novembre de 1972) és un actor i antic model estatunidenc. Va aconseguir el seu primer èxit com a actor el 1999, fent el paper de Leo du Pres a la sèrie de l'ABC All My Children, i més tard com el cap de seguretat Danny McCoy a la sèrie Las Vegas de la NBC. També va aparèixer com a William Lennox a la pel·lícula Transformers, com també en les seves seqüeles. És protagonista en la sèrie Life As We Know It, juntament amb Katherine Heigl.

## Biografia
Duhamel va néixer a Minot (Dakota del Nord), dins d'una família catòlica, fill de Bonnie L. Kemper, una professora d'educació física, i Larry David Duhamel, un comerciant. Té ascendència francocanadenca, irlandesa, anglesa, alemanya i noruega.
Els seus pares es van divorciar quan era petit. Va créixer amb la seva mare i les seves tres germanes petites, Ashlee, Mckenzee i Kassidy. Duhamel va estudiar a la Minot State University i va jugar com a quarterback de reserva a l'equip de futbol americà de la universitat. Va estudiar per ser dentista, però va deixar els estudis quan li faltava un crèdit i mig per treure's el títol.

## Filmografia

### Cinema
| Any  | Títol                                             | Paper                  |
| ---- | ------------------------------------------------- | ---------------------- |
| 2004 | The Picture of Dorian Gray                        | Dorian Gray            |
| 2004 | Win a Date with Tad Hamilton!                     | Tad Hamilton           |
| 2006 | Turistas                                          | Alex                   |
| 2007 | Transformers                                      | William Lennox         |
| 2009 | Transformers: Revenge of the Fallen               | William Lennox         |
| 2010 | The Romantics                                     | Tom                    |
| 2010 | When in Rome                                      | Nick Beamon            |
| 2010 | Ramona and Beezus                                 | Hobart                 |
| 2010 | Life as We Know It                                | Eric Messer            |
| 2011 | Transformers: Dark of the Moon                    | William Lennox         |
| 2011 | New Year's Eve                                    | Sam Ahern              |
| 2012 | Fire with Fire                                    | Jeremy Coleman         |
| 2013 | Movie 43                                          | Anson                  |
| 2013 | Safe Haven                                        | Alex                   |
| 2013 | Scenic Route                                      | Mitchell               |
| 2014 | Wings                                             | Ace (veu)              |
| 2014 | You're Not You                                    | Evan                   |
| 2014 | Lost in the Sun                                   | John                   |
| 2014 | Don Peyote                                        | Transient              |
| 2015 | Bravetown                                         | Alexander Weller       |
| 2016 | Misconduct                                        | Ben                    |
| 2016 | Spaceman                                          | Bill "Spaceman" Lee    |
| 2017 | The Institute                                     | Detectiu               |
| 2017 | This Is Your Death                                | Adam Rogers            |
| 2017 | CHiPs                                             | Rick                   |
| 2017 | Transformers: The Last Knight                     | Coronel William Lennox |
| 2018 | Love, Simon                                       | Jack Spier             |
| 2019 | Capsized: Blood in the Water                      | John Lippoth           |
| 2019 | The Buddy Games (guionista, director i productor) | Bobfather              |

### Televisió
| Any             | Títol                           | Paper         | Notes |
| --------------- | ------------------------------- | ------------- | --- |
| 1999–2002; 2011 | All My Children                 | Leo du Pres   | Novembre 1999 - Octubre 2002; Agost 4 - 5, 2011 |
| 2002            | Ed                              | Richard Reed  | "The Shot" (temporada 2, episodi 19) |
| 2003–08         | Las Vegas                       | Danny McCoy   | Personatge principal |
| 2004–07         | Crossing Jordan                 | Danny McCoy   | "What Happens in Vegas Dies in Boston" (temporada 4, episodi 7) "Luck Be a Lady" (temporada 5, episodi 2) "Crazy Little Thing Called Love" (temporada 6, episodi 4)     |
| 2008            | The Replacements                | Ell mateix    | Veu "Hollywoodn't" (temporada 3, episodi 11) "Canadian Fakin'" (temporada 3, episodi 15) "Dick Daring's All-Star Holiday Stunt Spectacular V" (temporada 3, episodi 22) |
| 2009–present    | Fanboy and Chum Chum            | Oz            | Veu |
| 2012            | Jake and the Never Land Pirates | Captain Flynn | Veu |
| 2012            | Bomb Patrol Afghanistan         | Amfitrió      | "Reunion" (temporada 1, episodi 17) |